# Hradec Králové-Kukleny
Hradec Králové-Kukleny – przystanek kolejowy w miejscowości Hradec Králové, w kraju hradeckim, w Czechach. Znajduje się na wysokości 235 m n.p.m.
Jest obsługiwany i zarządzany przez České dráhy. Na przystanku nie ma możliwości zakupu biletów, a obsługa podróżnych odbywa się w pociągu.

## Linie kolejowe
- 020 Velký Osek - Hradec Králové - Choceň